# تله (فیلم ۱۹۶۲)
تله (おとし穴 Otoshiana) موسوم به کاشی و بچه‌ها، فیلمی ژاپنی به کارگردانی تشیگاهار هیروشی، و نویسندگی کوبو آبه است. این فیلم اولین فیلم بلند تشیگاهارا است، همچنین اولین فیلم او از چهار فیلم اوست که با همکاری آبه ساخته‌است. از دیگر همکاری‌های او با آبه فیلم‌های زن در ریگ روان، چهرهٔ دیگری، و نقشهٔ تباه‌شده‌است. بر خلاف باقی این فیلم‌ها که بر اساس رمان‌های آبه است، فیلم تله در اصل یک نمایش تلویزیونی به نام برزخ (Rengoku) بود. این فیلم همچنین در مجموعه کرایتریون قرار گرفته‌است.

## طرح
فیلم تله در برابر پیشینهٔ روابط کار در صنعت معدن ژاپن اتفاق می‌افتد، اما فیلم به همان اندازه که وام‌دار فراواقع‌گرایی است وام‌دار درام «آگاه اجتماعی» است. معدن در فیلم به دو حفرهٔ قدیم و جدید تقسیم شده که هریک توسط جناح‌های سندیکایی اداره می‌شوند. مردی مرموز و سفیدپوش، که هرگز متوجه هویت او نمی‌شویم، یک معدنچی بیکار را می‌کشد که شباهت شگفت‌انگیزی به رهبر اتحادیه در معدن قدیمی دارد. و به تنها شاهد ماجرا رشوه می‌دهد و به او می‌گوید که مشخصات رهبر اتحادیهٔ معدن جدید را به عنوان قاتل بیان کند. دو رهبر اتحادیه برای تحقیق به صحنهٔ قتل می‌روند تا با جسد شاهد روبرو شوند که متعاقباً توسط مرد سفیدپوش کشته شده‌است. آنها یکدیگر را سرزنش می‌کنند و دعوایی را آغاز می‌کنند که به مرگ هر دو ختم می‌شود. فیلم در حالی به پایان می‌رسد که مرد سفیدپوش قبل از سوار شدن بر موتورسیکلت آن‌ها را مشاهده می‌کند و مطمئن است که ماموریتش به پایان رسیده‌است. فراتر از این طرح واقع گرایانه، فیلم تله عالم مردگان و زنده‌ها را به ما نشان می‌دهد، به صورتی که که ارواح قربانیان به نظر می‌رسند، ناتوان از مداخله در رویدادها و روشن ساختن حقیقت هستند.

## بازیگران
- هیشاشی ایگاوا - معدنچی / اوتسوکا
- سومی ساساکی - مغازه دار
- سن یانو - تویاما
- هیدئو کانزه - پلیس
- کونی تاناکا - مردی با کت و شلوار سفید
- کی ساتا - خبرنگار

## تولید
تمرکز فیلم بر بهره‌برداری از معادن زغال سنگ احتمالاً تحت تأثیر گرایش‌های سیاسی تشیگاهارا و آبه و همدردی آنها با تظاهرات توکیو در سال ۱۹۶۰ علیه پیمان همکاری و امنیت متقابل بین ایالات متحده و ژاپن بود.
این فیلم در کیوشو فیلم‌برداری شده‌است و شامل فیلم‌های خام از بلایای معدنی و گرسنگی است که این منطقه را درگیر کرده‌است. بسیاری از وسایل و موضوعات بصری شبیه به کارهای معاصر شوهی ایمامورا است، فیلم برادرم دوم من در سال ۱۹۵۹ نیز شامل معدنچیان کیوشو بود.
تشیگاهارا اغلب با گروه فیلمبرداری خود مخالفت می‌کرد و دو دستیار کارگردان را که نمی‌خواستند صحنهٔ تجاوز پلیس را در فیلم قرار دهند، اخراج کرد.

## انتشار
تله برای اولین بار توسط انجمن هنری تئاتر ژاپن (ATG) در یک نسخهٔ محدود در ۱ ژوئیه ۱۹۶۲ عرضه شد. این انجمن توزیع فیلم‌ها را فقط در ۱۰ آوریل ۱۹۶۲ آغاز کرده بود.
سپس به نظر می‌رسد که فیلم توسط توهو برای پخش گسترده‌تر در ۶ ژوئن ۱۹۶۴ خریداری شده‌است. این فیلم در ایالات متحده در سال ۱۹۶۴ از طریق توهو اینترنشنال (Toho International) منتشر شد. 